# 恩里科·西尔韦斯特里
恩里科·西尔韦斯特里（義大利語：Enrico Silvestri，1896年5月12日—1977年），意大利男子军事巡逻运动员。他曾代表意大利参加1928年和1936年冬季奥林匹克运动会军事巡逻比赛，获得一枚金牌。